# Edmund Galik
Edmund Galik (23. října 1866 Jawornik nebo Sanoczek – 30. listopadu 1942 Jarosław) byl rakouský právník a politik polské národnosti z Haliče, na počátku 20. století poslanec Říšské rady, v meziválečném období poslanec Sejmu.

## Biografie
Vystudoval střední školu a právnickou fakultu na Jagellonské univerzitě. Na přelomu let 1886 a 1887 sloužil v armádě v 6. dělostřeleckém regimentu. V letech 1890–1896 byl pak podporučíkem u 3. dělostřeleckého pluku v Přemyšli a v letech 1897–1908 u 17. a 34. zeměbraneckého pluku. V roce 1909 odešel v hodnosti důstojníka ze zeměbrany. Od roku 1902 byl členem městské a okresní rady v Jarosławi. V době svého působení v parlamentu se uvádí jako rada zemského soudu. Byl předsedou okresního soudu v Jarosławi.
Působil také coby poslanec Říšské rady (celostátního parlamentu Předlitavska), kam usedl v roce 1917 za obvod Halič 67. Nastoupil 5. června 1917 místo poslance Włodzimierze Kozłowského-Bolesty. Nebyl zvolen v doplňovací volbě, nýbrž automaticky usedl do parlamentu jako předem vybraný náhradník pro případ smrti stávajícího poslance.
V roce 1917 je řazen mezi členy Polské demokratické strany (Polskie Stronnictwo Demokratyczne). Po roce 1917 byl na Říšské radě členem poslaneckého Polského klubu.
Veřejně a politicky činným zůstal i v meziválečném období. Od roku 1919 do roku 1922 byl poslancem polského ústavodárného Sejmu. Zastupoval poslanecký Klub Pracy Konstytucyjnej. Od listopadu 1918 byl náměstkem starosty Jarosławi a v roce 1920 krátce i starostou tohoto města. Byl předsedou vedení spořitelny v Jarosławi. Od roku 1928 do roku 1932 zastával funkci prezidenta okresního soudu.